# Русино (Торжоцький район)
Русино (рос. Русино) — присілок в Торжоцькому районі Тверської області Російської Федерації.
Населення становить 94 особи. Входить до складу муніципального утворення Страшевицьке сільське поселення.

## Історія
Від 2005 року входить до складу муніципального утворення Страшевицьке сільське поселення.

## Населення
| 1859 | 1997 | 2002 | 2010 |
| ---- | ---- | ---- | ---- |
| 37   | ↗92  | ↘85  | ↗94  |